# Renate Hubig
Renate Hubig (* 8. Januar 1945 in Hettstedt) ist eine ehemalige deutsche Fernsehansagerin.

## Leben
Renate Hubig war eine Ansagerin und Moderatorin des DDR-Fernsehens. 1963 wurde sie für eine Ausbildung zur Programmsprecherin ausgewählt und machte zwei Jahre später ihre erste Ansage. Im Jahre 1973 floh sie gemeinsam mit einer ihrer Töchter im Kofferraum des Autos eines Freundes nach West-Berlin. Aufgrund der Entspannungspolitik erhielt sie zu dieser Zeit jedoch keine Möglichkeit, beim Sender Freies Berlin auf dem Bildschirm zu erscheinen. Stattdessen arbeitete sie bis 1995 als Nachrichtensprecherin und Programmansagerin.